# Acrotritia parallelos
Acrotritia parallelos är en kvalsterart som först beskrevs av Wojciech Niedbała 2003.  Acrotritia parallelos ingår i släktet Acrotritia och familjen Euphthiracaridae. Inga underarter finns listade i Catalogue of Life.